# The Nickel-Hopper
The Nickel-Hopper és un curtmetratge mut dirigit per F. Richard Jones i protagonitzat per Mabel Normand, en la seva tercera pel·lícula per a Hal Roach, i en el qual participaven sense aparèixer als crèdits Oliver Hardy i Boris Karloff. Es va estrenar el 5 de desembre de 1926.

## Argument
La pel·lícula narra les peripècies de Paddy que treballa en una de ball fent de parella de ball del primer que es presenti a canvi de 2,5 cèntims per ball. Pot arribar a ballar fins a 150 vegades cada dia amb els homes més variats. Durant el dia fa feines a casa seva i fa de mainadera d'Edse, un bebé. Completen la família un germà petit, la mare que és una escarràs i un pare un desvagat que fa fora qualsevol pretendent que vingui a veure Padddy. Al final la pel·lícula té un final feliç en el qual Paddy acaba trobant el noi dels seus somnis.

## Repartiment
- Mabel Normand (Paddy, contractada en escola de ball)
- Michael Visaroff (pare de Paddy)
- Theodore von Eltz (Jimmy Jessop)
- Jimmy Anderson (policia)
- Margaret Seddon (mare de Paddy)
- Mildred Kornman (Edsel)
- William Courtright (Mr. Joy, l'arrendista)
- Jimmy Finlayson (Rupert, propietari del 625 de Park Street)
- Oliver Hardy (bateria de la banda)
- Boris Karloff (ballarí aprofitat)
- Gus Leonard (cec)
- Sam Lufkin (ballarí)